# Mirchel
Mirchel é uma comuna da Suíça, situada no distrito administrativo de Berna-Mittelland, no cantão de Berna. Tem 2,4 km² de área e sua população em 2018 foi estimada em 624 habitantes.